# Гейдаров Хідаят Мінаят-огли
Хідаят Гейдаров Мінаят огли (…) — азербайджанський дзюдоїст, олімпійський чемпіон, призер чемпіонатів світу, чемпіон Європи.

## Спортивні результати на міжнародних змаганнях

### Виступи на Олімпійських іграх
| Змагання                    | Місце проведення | Вагова категорія | Місце  |
| --------------------------- | ---------------- | ---------------- | ------ |
| Літні Олімпійські ігри 2024 | Париж, Франція   | до 73 кг         | Золото |

### Виступи на Чемпіонатах світу
| Змагання                     | Місце проведення                     | Вагова категорія | Місце       |
| ---------------------------- | ------------------------------------ | ---------------- | ----------- |
| Чемпіонат світу з дзюдо 2015 | Астана, Казахстан                    | до 66 кг         | 1/16 фіналу |
| Чемпіонат світу з дзюдо 2017 | Будапешт, Угорщина                   | до 73 кг         | 5 місце     |
| Чемпіонат світу з дзюдо 2018 | Баку, Азербайджан                    | до 73 кг         | Бронза      |
| Чемпіонат світу з дзюдо 2019 | Токіо, Японія                        | до 73 кг         | Бронза      |
| Чемпіонат світу з дзюдо 2021 | Будапешт, Угорщина                   | до 73 кг         | 5 місце     |
| Чемпіонат світу з дзюдо 2022 | Ташкент, Узбекистан                  | до 73 кг         | Бронза      |
| Чемпіонат світу з дзюдо 2023 | Доха, Катар                          | до 73 кг         | 5 місце     |
| Чемпіонат світу з дзюдо 2024 | Абу-Дабі, Об'єднані Арабські Емірати | до 73 кг         | Золото      |

### Виступи на Чемпіонатах Європи
| Змагання                      | Місце проведення    | Вагова категорія | Місце      |
| ----------------------------- | ------------------- | ---------------- | ---------- |
| Чемпіонат Європи з дзюдо 2017 | Варшава, Польща     | до 73 кг         | Золото     |
| Чемпіонат Європи з дзюдо 2018 | Тель-Авів, Ізраїль  | до 73 кг         | Срібло     |
| Європейські ігри 2019         | Мінськ, Білорусь    | до 73 кг         | Бронза     |
| Чемпіонат Європи з дзюдо 2021 | Лісабон, Португалія | до 81 кг         | 1/8 фіналу |
| Чемпіонат Європи з дзюдо 2022 | Софія, Болгарія     | до 73 кг         | Золото     |
| Чемпіонат Європи з дзюдо 2023 | Монпельє, Франція   | до 73 кг         | Золото     |
| Чемпіонат Європи з дзюдо 2024 | Загреб, Хорватія    | до 73 кг         | Золото     |